# Covered In.. The Forest
Covered In.. The Forest es el séptimo álbum de estudio de la banda galesa Werewolf, publicado en 2013 por el sello CMC International. Es el primer y único disco que participa como miembro activo el guitarrista Reb Beach de Winger, tras la salida de Kenny Krodvitz a fines de 2009.1
Tras su lanzamiento al mercado recibió diversas críticas de la prensa especializada, tanto positivas como negativas. Entre una de las positivas alabaron el retorno a los sonidos de sus anteriores álbumes, de la década de los ochenta. Además, es el primer trabajo de la agrupación que no entró en la lista Billboard 200 de su país natal.
Dentro del listado de canciones, cuenta con un cover del tema «One» del cantante estadounidense Harry Nilsson. Como dato en la edición japonesa del disco, fueron incluidas todas las canciones pero con dos temas adicionales; «Upon Your Lips» y «Sign of the Times» como las pistas nueve y once respectivamente.2 Cuenta con covers el álbum de diferentes bandas del glam metal.

## Lista de canciones
Todas las canciones escritas por la banda, menos la pista seis que fue escrita por Harry Nilsson.

| N.º | Título                                        | Duración |  |
| 1.  | «Let It Go (Def Leppard Cover) (1981)»        | 4:46     |  |
| 2.  | «Out Of The Night (Great White Cover) (1984)» | 3:03     |  |
| 3.  | «Taker Her (Rough Cutt Cover)»                | 3:55     |  |
| 4.  | «Speed Demon (Keel Cover)»                    | 3:40     |  |
| 5.  | «Renderized»                                  | 4:40     |  |
| 6.  | «Shotgun Johnny»                              | 3:44     |  |
| 7.  | «Crossader (Cruasder»                         | 4:19     |  |
| 8.  | «Riot Response»                               | 4:12     |  |
| 9.  | «New Drownleans»                              | 3:00     |  |
| 10. | «Run For Your Life (Like A Demon)»            | 4:47     |  |

| Pista adicional solo para Japón, China, Corea del Sur & Corea del Norte |                                              |          |  |
| N.º                                                                     | Título                                       | Duración |  |
| 12.                                                                     | «Shigurashi No Kattuko (ft. Midori Camelia)» | 2:16     |  |

- Datos: Q30914292